# MTV Europe Music Awards 2013
MTV Europe Music Awards 2013 (також MTV EMA 2013) — 20-та щорічна церемонія вручення музичних нагород, що відбулася на арені Ziggo Dome в Амстердамі, Нідерланди, 10 листопада 2013 року. Це була друга церемонія MTV Europe Music Awards що проходила в Нідерландах, попередня відбулася в 1997 році.
Кілька виступів головного шоу відбувалися в різних місцях Амстердама, а не на арені Ziggo Dome. Голландський ді-джей Афроджек виступив у концертному залі Melkweg і разом зі Snoop Lion виконав сингл «Gin and Juice». Американська група Imagine Dragons виконали свою пісню «Radioactive» в Heineken Music Hall.

## Номінації

### Найкраща пісня
- Daft Punk (за участі Фаррелла Вільямса) — «Get Lucky[en]»
- Macklemore і Раян Льюїс[en] (за участі Wanz[en]) — «Thrift Shop[en]»
- Бруно Марс — «Locked Out of Heaven[en]»
- Ріанна — «Diamonds»
- Робін Тік[en] (за участі T.I. і Фаррелла Вільямса) — «Blurred Lines[en]»

### Найкраще відео
- Майлі Сайрус — «Wrecking Ball[en]»
- Lady Gaga — «Applause»
- Робін Тік[en] (за участі T.I. і Фаррелла Вільямса) — «Blurred Lines[en]»
- Thirty Seconds to Mars — «Up In The Air[en]»
- Джастін Тімберлейк — «Mirrors[en]»

### Найкраща співачка
- Майлі Сайрус
- Селена Гомес
- Lady Gaga
- Кеті Перрі
- Тейлор Свіфт

### Найкращий співак
- Джастін Бібер
- Eminem
- Jay-Z
- Бруно Марс
- Джастін Тімберлейк

### Найкращий новий виконавець
- Bastille
- Icona Pop
- Imagine Dragons
- Macklemore і Раян Льюїс[en]
- Rudimental[en]

### Найкращий поп-виконавець
- Джастін Бібер
- Майлі Сайрус
- One Direction
- Кеті Перрі
- Тейлор Свіфт

### Найкращий електронний проект
- Афроджек
- Avicii
- Daft Punk
- Кельвін Гарріс
- Skrillex

### Найкращий рок-виконавець
- Black Sabbath
- Green Day
- The Killers
- Kings of Leon
- Queens of the Stone Age

### Найкращий альтернативний виконавець
- Arctic Monkeys
- Fall Out Boy
- Franz Ferdinand
- Paramore
- Thirty Seconds to Mars

### Найкращий хіп-хоп виконавець
- Дрейк
- Eminem
- Jay-Z
- Macklemore і Раян Льюїс[en]
- Каньє Вест

### Найкращий концертний виконавець
- Бейонсе
- Green Day
- Pink
- Тейлор Свіфт
- Джастін Тімберлейк

### Найкращий виконавець проекту «Worldstage»
- The Black Keys
- Fun
- Garbage
- Green Day
- Джессі Джей
- Аліша Кіз
- Linkin Park
- Macklemore і Раян Льюїс[en]
- Джейсон Мрез
- No Doubt
- Ріта Ора
- Paramore
- Робін Тік[en]
- Snoop Lion
- The Killers

### Найкращий Push-виконавець
- Іггі Азалія
- ASAP Rocky
- Bastille
- Icona Pop
- Imagine Dragons
- Karmin[en]
- Остін Махон
- Бріджіт Мендлер
- Том Оделл
- Rudimental[en]
- Twenty One Pilots

### Найкращі фанати
- Джастін Бібер
- Lady Gaga
- Tokio Hotel
- Thirty Seconds to Mars
- One Direction

### Найкращий образ
- Lady Gaga
- Ріта Ора
- Гаррі Стайлс
- Джастін Тімберлейк
- Ріанна

### Артист на злеті
- Аріана Ґранде
- Шер Ллойд
- Lorde
- Остін Махон
- Бріджіт Мендлер
- Коді Сімпсон

### Найкращий міжнародний виконавець
- Bednarek[en]
- Джастін Бібер
- EXO
- Fresno[en]
- Кріс Лі[en]
- Лена
- Марко Менгоні
- One Direction
- Коді Сімпсон
- Ахмед Султан[en]

### Ікона світового масштабу
- Eminem

## Регіональні номінації

### Північна Європа

#### Кращий британський-ірландський виконавець
- Еллі Голдінг
- Кельвін Гарріс
- Оллі Марс
- One Direction
- Rudimental[en]

#### Найкращий данський виконавець
- Джиміліан[en]
- Медіна
- Nik & Jay[en]
- Panamah[en]
- Шака Ловлес[en]

#### Найкращий фінський виконавець
- Анна Пуу[en]
- Elokuu[en]
- Haloo Helsinki!
- Ісак Елліот[en]
- Мікал Габріель[en]

#### Найкращий норвезький виконавець
- Admiral P[en]
- Envy[en]
- Madcon
- Марія Мена[en]
- Truls

#### Найкращий шведський виконавець
- Avicii
- Icona Pop
- Джон Де Сон[en]
- Medina[en]
- Себастьян Інгроссо

### Центральна Європа

#### Найкращий німецький виконавець
- Cro[en]
- Frida Gold
- Лена
- Sportfreunde Stiller[en]
- Тім Бендзко[en]

#### Найкращий голландський виконавець
- Афроджек
- Армін ван Бюрен
- Kensington[en]
- Нікі Ромеро
- Nielson[en]

#### Найкращий бельгійський виконавець
- Lazy Jay[en]
- Netsky
- Озарк Генрі[en]
- Stromae
- Трісі Вітлі[en]

#### Найкращий швейцарський виконавець
- Bastian Baker[en]
- DJ Antoine
- Remady & Manu-L
- Steff La Cheffe
- Stress

### Південна Європа

#### Найкращий італійський виконавець
- Емма
- Fedez[en]
- Марко Менгоні
- Макс Пеццалі
- Salmo

#### Найкращий французький виконавець
- C2C[en]
- Daft Punk
- Maître Gims
- Shaka Ponk
- Tal[en]

#### Найкращий португальський виконавець
- Філіпе Пінто[en]
- Моніка Ферраз
- Os Azeitonas
- Річі Кемпбелл
- The Gift[en]

#### Найкращий іспанський виконавець
- Auryn[en]
- Пабло Альборан
- Anni B Sweet[en]
- Fangoria[en]
- Lori Meyers

#### Найкращий грецький виконавець
- Demy
- Goin' Through
- Міхаліс Хадзіянніс і Midenistis
- Pink Noisy
- Сакіс Рувас

### Східна Європа

#### Найкращий польський виконавець
- Беднарек[en]
- Давид Подсядло
- Донатан
- Евеліна Лісовська
- Марґарет

#### Найкращий російський виконавець
- Баста
- Іван Дорн
- Нюша
- Йолка
- Земфіра

#### Найкращий румунський виконавець
- Антоніа
- Коріна[en]
- Лоредана Гроза
- Smiley[en]
- What's Up

#### Найкращий адріатичний виконавець
- Філіп Діздар
- Frenkie[en]
- Катя Шульц
- S.A.R.S.[en]
- Svi na pod!

#### Найкращий угорський виконавець
- Hősök
- Ivan and the Parazol
- Karanyi
- Punnany Massif
- The hated tomorrow

#### Найкращий ізраїльський виконавець
- Ester Rada[en]
- Hadag Nahash[en]
- Ido B & Zooki
- Роні Далумі[en]
- The Ultras

#### Найкращий чеський-словацький виконавець
- Бен Крістовао
- Селеста Бакінгем[en]
- Charlie Straight[en]
- Ektor & DJ Wich[en]
- Peter Bič Project

### Африка, Близький Схід та Індія

#### Найкращий африканський виконавець
- Fuse ODG[en]
- LCNVL[en]
- Mafikizolo[en]
- P-Square[en]
- Wizkid[en]

#### Найкращий виконавець Близького Сходу
- Ахмед Султан[en]
- Хамдан Аль-Абрі[en]
- Джуліана Даун
- Лара Скендер[en]
- Rakan

#### Найкращий індійський виконавець
- Аміт Тріведі[en]
- А. Р. Рахман
- Mithoon[en]
- Pritam[en]
- Yo Yo Honey Singh[en]

### Японія і Корея

#### Найкращий японський виконавець
- Exile[en]
- Кярі Памю Памю
- Miyavi[en]
- Momoiro Clover Z
- One Ok Rock

#### Найкращий корейський виконавець
- B.A.P
- Boyfriend
- EXO
- Sistar
- U-KISS[en]

### Південно-Східна Азія, материковий Китай, Гонконг і Тайвань

#### Найкращий виконавець материкового Китаю і Гонконгу
- Ісон Чан[en]
- Джейн Чжан[en]
- Халіл Фун[en]
- Лі Ючун[en]
- Сан Нен[en]

#### Найкращий виконавець Південно-Східної Азії
- Hafiz[en]
- Мі Там
- Noah[en]
- Олівія Онг[en]
- Сара Джеронімо[en]
- Slot Machine[en]

#### Найкращий тайванський виконавець
- Джем Хсяо[en]
- JJ Lin
- Рейні Ян
- Шоу Ло[en]
- Ваннес Ву[en]

### Австралія і Нова Зеландія

#### Найкращий австралійський вионавець
- Коді Сімпсон
- Empire of the Sun
- Flume
- Іггі Азалія
- Timomatic[en]

#### Найкращий новозеландський виконавець
- Девід Даллас[en]
- Lorde
- Shapeshifter[en]
- Стен Вокер[en]
- The Naked and Famous[en]

### Латинська Америка

#### Найкращий бразильський виконавець
- Emicida[en]
- Fresno[en]
- P9[en]
- Pollo
- Restart[en]

#### Найкращий виконавець Північної Латинської Америки
- Данна Паола[en]
- Jesse & Joy[en]
- León Larregui
- Паті Канту[en]
- Reik

#### Найкращий виконавець Центральної Латинської Америки
- Анна Каріна Копелло[en]
- Cali & El Dandee[en]
- Джавіера Мена[en]
- Малума
- Pescao Vivo

#### Найкращий виконавець Південної Латинської Америки
- Airbag[en]
- Illya Kuryaki and the Valderramas[en]
- No Te Va Gustar[en]
- Rayos Laser
- Tan Biónica

### Північна Америка

#### Найкращий канадський виконавець
- Deadmau5
- Дрейк
- Джастін Бібер
- Tegan and Sara[en]
- The Weeknd

#### Найкращий виконавець Сполучених Штатів
- Бруно Марс
- Джастін Тімберлейк
- Macklemore і Раян Льюїс[en]
- Майлі Сайрус
- Робін Тік[en]

## Міжнародні номінації

### Найкращий виконавець Північної Європи
- Admiral P[en]
- Avicii
- Ісак Елліот[en]
- Джиміліан[en]
- One Direction

### Найкращий виконавець Центральної Європи
- Bastian Baker[en]
- Kensington[en]
- Лена
- Stromae

### Найкращий виконавець Південної Європи
- Auryn[en]
- Філіпе Пінто[en]
- Demy
- Марко Менгоні
- Shaka Ponk

### Найкращий виконавець Східної Європи
- Bednarek[en]
- Frenkie[en]
- Селеста Бакінгем[en]
- Ivan and the Parazol
- The Ultras
- Smiley
- Земфіра

### Найкращий виконавець Африки, Індії та Близького Східу
- Ахмед Султан[en]
- LCNVL[en]
- Yo Yo Honey Singh[en]

### Найкращий виконавець Японії і Кореї
- EXO
- Momoiro Clover Z

### Найкращий виконавець Південної Азії, Китаю, Гонконгу і Тайваню
- Лі Ючун[en]
- Шоу Ло[en]
- Мі Там

### Найкращий виконавець Австралії і Нової Зеландії
- Коді Сімпсон
- Lorde

### Найкращий виконавець Латинської Америки
- Анна Каріна Копелло[en]
- Airbag[en]
- Fresno[en]
- Паті Канту[en]

### Найкращий виконавець Північної Америки
- Джастін Бібер
- Майлі Сайрус

## Виступи
Пре-шоу:
- Ylvis — «The Fox»

Головне шоу:
- Майлі Сайрус — «We Can't Stop[en]»
- Робін Тік[en] — «Blurred Lines[en]» (з Іггі Азалією) / «Feel Good[en]»
- Кеті Перрі — «Unconditionally»
- Майлі Сайрус — «Wrecking Ball[en]»
- Kings of Leon — «Beautiful War»
- Бруно Марс — «Gorilla[en]»
- Eminem — «Berzerk» / «Rap God»
- Snoop Dogg за участі Афроджека — «Gin and Juice[en]»
- The Killers — «Shot at the Night[en]» / «Mr. Brightside»
- Imagine Dragons — «Radioactive»
- Icona Pop — «I Love It[en]»

## Учасники шоу

### Пре-шоу
- Луїза Ро[en] і Лаура Вітмор[en] — зустрічали гостей на червоному килимі
- Еллі Голдінг — оголошувала переможця в номінації Найкращий образ
- Діззі Раскал[en] — оголошував переможця в номінації Найкращі фанати

### Головне шоу
- Каріс ван Гаутен і Колтон Гайнес — оголошували переможця в номінації Найкраща пісня
- Ріта Ора — оголошувала переможця в номінації Найкращий хіп-хоп виконавець
- Еллі Голдінг — оголошувала переможця в номінації Найкращий альтернативний виконавець
- Бріджіт Мендлер and ЕрДжей Мітт — оголошували переможця в номінації Найкраща співачка
- Іггі Азалія і Аріана Ґранде — оголошували переможця в номінації Найкращий співак
- Джаред Лето — оголошував переможця в номінації Найкращий міжнародний виконавець
- Вілл Ферелл (в ролі Рона Борганді) — оголошував переможця в номінації Ікона світового масштабу
- Вілл Ферелл — оголошував переможця в номінації Найкраще відео